# Palmero (fromage)
Pour les articles homonymes, voir Palmero.
Le palmero ou fromage de Palma est un fromage espagnol au lait cru de chèvre fabriqué sur l'île de La Palma, dans les Canaries. Il est protégé à l'échelle européenne par une appellation d'origine protégée depuis 2002.

## Description
Le palmero se présente sous forme de tommes cylindriques et au sommet aplati et dont le poids peut varier de 750 g à 15 kg. Les fromages dépassant 8 kg sont appelés Palmeras de Manada.Les palmeros peuvent être consommés frais, jeunes ou affinés. La croûte est naturellement blanche, mais la plupart des fromages étant fumés, elle prend souvent une teinte grise.
Le palmero a une teneur en matière grasse sur extrait sec de 45%.

## Fabrication
Le palmero est elaboré sur l'île de La Palma avec du lait de chèvre cru et entier. Les chèvres, de races palmera, doivent être élevées sur l'île et nourries grâce au fourrage produit par l'exploitation. Le palmero est encore produit de manière artisanale dans de petites exploitations.
Le caillage a lieu peu de temps après la traite des chèvres, afin de ne pas perdre la chaleur naturelle du lait, en ajoutant du caillé de chevreau. Il dure environ 45 minutes. Après cela, le lait est tranché puis pressé et égoutté. Ensuite, le caillé est salé avec du sel marin provenant de l'île de La Palma. Le fromage est généralement fumé après le salage, même s'il existe du palmero non fumé. La fumée est produite à partir de produits végétaux locaux tels que coques d'amandes, figuier de barbarie ou pin des Canaries. Après le fumage, les fromages sont affinés, parfois dans des grottes naturelles.
Pour améliorer la conservation, la croûte peut être enduite d'huile ou de gofio.

## Histoire
L'île de La Palma a une tradition d'élevage et de production de fromage attestée. Il existe des sources du XVIe siècle décrivant l'importance du fromage dans l'île, ainsi que son commerce, notamment avec les Amériques.